# Pittore di Tarporley

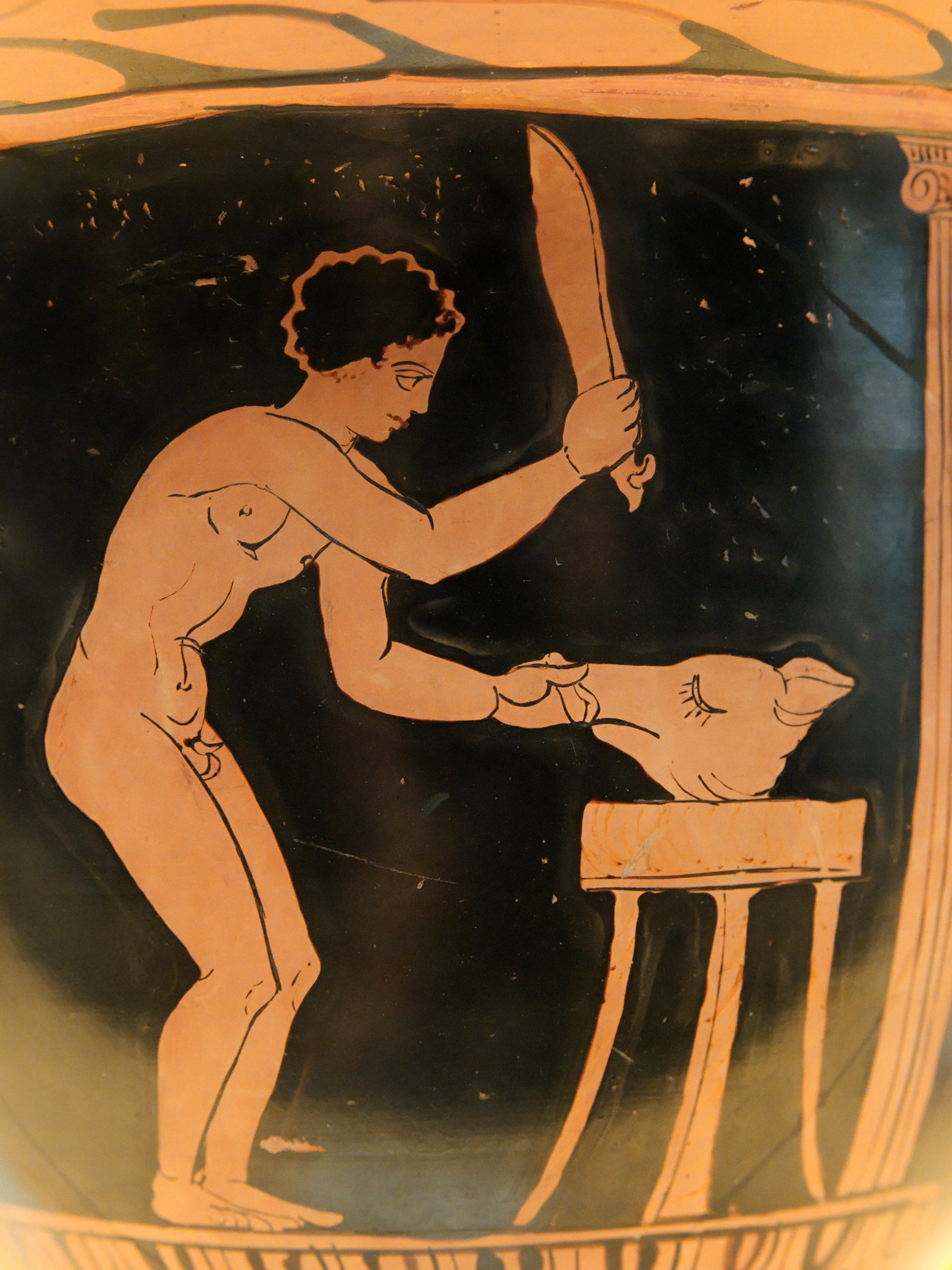
Giovane che prepara una testa di maiale per il sacrificio, cratere a campana del pittore di Tarporley, ca. 360–340 aC, Museo Archeologico Nazionale di Spagna

Pittore di Tarporley (fl. 360 a.C. / 340 a.C.) è il nome convenzionale assegnato a un ceramografo apulo a figure rosse.

## Attività
Le sue opere risalgono al primo quarto del IV secolo a.C. ed è il rappresentante più importante del cosiddetto "Stile Semplice" del periodo. È considerato l'allievo e successore del pittore di Sisifo, come evidenziato dalle sue eleganti figure dalle raffinate membra e dalle solenni espressioni. Dipinse gli abiti in uno stile meno armonico rispetto al pittore di Sisifo. Le sue teste risultano spesso ovali e inclinate in avanti e gli spazi tra le figure sono sovente colmati da fiori, girali o tralci di vite. Progressivamente, il suo stile di disegno pare divenuto più fluido, ma al tempo stesso meno meno preciso. Dipinse soprattutto su crateri a campana, rappresentando temi dionisiaci e scene teatrali. Infatti tra le sue opera è il primo vaso noto dipinto con la farsa fliacica, che rappresenta la punizione di un ladro, accompagnata da un'iscrizione in versi. Invece dipinse raramente scene mitologiche di lui sono rare. Pare esistere un rapporto particolarmente stretto tra l'opera del Pittore di Tarporley e quella del Pittore di Dolon e probabilmente hanno collaborato per qualche tempo. Gli succedettero  tre distinte scuole, ciascuna nettamente influenzata dal suo lavoro. Il pittore più importante della prima è il Pittore di Schiller, della seconda il Pittore di Hoppin e della terza il Pittore di Karlsruhe B9 e il Pittore di Digione.